# Jan Eriksson (muzikant)
Jan ("Tollarparn") Eriksson   (Tollarp, 25 juli 1939 – 6 april 2009) was een Zweeds jazzpianist.
Tollarparn trad op als huispianist voor een aantal populaire Zweedse tv-programma's. Daarnaast was hij begeleider van sterren als Sonja Stjernquist, Lasse Maple Dahl en Thore Skogman. Hij was ook componist van film- en tv-muziek.